# César Pereyra
César Emanuel Pereyra (né le 23 novembre 1981 à Villa Ocampo (es) en Argentine) est un joueur de football argentin, qui évolue au poste d'attaquant.

## Biographie
César Pereyra inscrit 12 buts en première division argentine lors de la saison 2013-2014.
Il marque ensuite 20 buts dans le championnat de Bolivie en 2016-2017.
Il joue plusieurs matchs en Copa Libertadores et en Copa Sudamericana. En Copa Libertadores, il inscrit avec le Sporting Cristal un but contre le club paraguayen de Guaraní en février 2015.

## Palmarès
| Belgrano - Championnat d'Argentine : - Meilleur buteur : 2013 (Inicial) (10 buts). |  | Sporting Cristal - Championnat du Pérou (1) : - Champion : 2015 (Ouverture). |